# 卡萊塔尼夫卡
47°4′24″N 36°57′44″E / 47.07333°N 36.96222°E
卡萊塔尼夫卡（烏克蘭語：Калайтанівка）是位於烏克蘭東南部的村莊，由扎波羅熱州別爾江斯克區的貝雷斯托韋市鎮負責管轄。該村始建於1836年，面積2.33平方公里，海拔高度39米，2001年人口251，人口密度每平方公里107.73人。